# Darby Stanchfield
Darby Stanchfield (29 april 1971) is een Amerikaans televisie- en filmactrice. Ze had terugkerende rollen in onder meer Scandal, General Hospital, Jericho en Mad Men. In 2004 debuteerde ze als filmactrice in de boekverfilming The Picture of Dorian Gray.

## Filmografie
- Willie and Me (2020)
- Justine (2019)
- The Clinic (2018)
- The Rendezvous (2016)
- Loserville (2016)
- Carnage Park (2016)
- The Square Root of 2 (2015)
- The Guest Room (2011)
- The Sacrifice (2008)
- Waitress (2007)
- Single Santa Seeks Mrs. Claus (2004, televisiefilm)
- The Picture of Dorian Gray (2004)

## Televisieseries
- Locke & Key - Nina Locke (2020-2022, 28 afleveringen)
- Scandal - Abby Whelan (2012-2018, 124 afleveringen)
- Exes & Ohs - Sienna (2007-2009, vier afleveringen)
- Mad Men - Helen Bishop (2007-2008, vijf afleveringen)
- General Hospital - Amelia Joffe (2007, tien afleveringen)
- NCIS - Shannon Gibbs (2006-2015, zeven afleveringen)
- Jericho - April Green (2006-2007, vijftien afleveringen)
- Castle - Meredith (2009, twee afleveringen)

Eenmalige gastrollen:
- Life - Ella Holden (2009)
- Ghost Whisperer - Greer Clarkson (2009)
- The Mentalist - Stevie Caid (2009)
- Private Practice - Tess Milford (2008)
- Cold Case - Melissa Canter '89 (2007)
- Bones - Connie Lopata (2007)
- Campus Ladies - Mikka (2006)
- Nip/Tuck - Aimee Bolton (2005)
- The Inside - New Girl (2005)
- 24 - Shari (2005)
- Without a Trace - Kim (2005)
- Strong Medicine - Hilary Davis (2004)
- Good Girls Don't... - Redhead (2004)
- It's All Relative - Jordan F. (2004)
- Monk - Erin Hammond (2003)
- American Dreams - Amy (2002)
- That '80s Show - Voorlichtster (2002)
- Angel - Denise (2001)
- Diagnosis Murder - Nora (2000)